# Carlos Labrín
Carlos Labrín, né le 2 décembre 1990 à Mulchén, est un footballeur chilien qui joue au poste de défenseur central.
Carlos Labrín est international chilien depuis 2010.

## Palmarès
- Vainqueur du Tournoi de Toulon en 2009 avec l'équipe du Chili des moins de 20 ans
- Élu meilleur joueur du Tournoi de Toulon en 2009